# Българо-гръцки договор (1912)
Българо-гръцкият договор от 16 май 1912 г. (29 май по нов стил) е таен съюзен договор, сключен между Царство България и Кралство Гърция в навечерието на Балканската война, елемент от Балканския съюз.
Договорът, подписан в София от българския министър-председател Иван Евстратиев Гешов и от гръцкия пълномощен министър Димитриос Панас, регламентира военна взаимопомощ между двете страни в случай на конфликт с Османската империя.
Съгласно член 1 от текста повод за такъв конфликт може да стане както османско нападение срещу някоя от двете страни, така и „систематично нарушение правата, произходящи от трактатите или основните принципи на международното право“. С член 2 на договора България и Гърция се споразумяват да си съдействат за мирно съжителство, политическо равенство и конституционни гаранции за българите и гърците, живеещи в Османската империя. В отделна декларация се заявява изрично, че България няма да воюва в случай на гръцко-турска война за остров Крит, но ще спазва „благосклонен неутралитет“.
Конкретните военни ангажименти на двете страни по договора са уточнени на 22 септември (5 октомври по нов стил) с българо-гръцката военна конвенция, която задължава България да участва в предстоящата война с най-малко 300 000 войници, а Гърция – със 120 000 души сухопътна армия и с бойния си флот.
Териториалните спорове между двете страни за Солун и Южна Македония остават неуредени. Това е една от причините за избухването на Междусъюзническата война веднага след победата на Балканския съюз над османците.